# Triungulinus
Triungulinus (Dreiklauer) bezeichnet in der Zoologie das eigentümliche erste Larvenstadium der Ölkäfer. Diese Larven sind häufig in Blüten zu finden. Dort warten sie auf Bienen, an denen sie sich festklammern, um sich in das Bienennest tragen zu lassen (Phoresie). Dazu benutzen sie ihre speziell ausgebildeten Beine, die jeweils mit drei kräftigen Fußklauen versehen sind. Der Namensgeber dieser Larvenform war Léon Dufour. Er beschrieb 1828 die Triungulinus als eigene Gattung der damaligen Ordnung Parasita. Erst später fand man heraus, dass es sich hierbei um die Larven einer bereits bekannten Käferfamilie handelte.
Auch bei anderen Insekten finden sich in Form und Verhalten ähnliche Erstlarvenstadien, welche häufig mehr oder weniger als drei Fußklauen besitzen, meist jedoch ebenfalls als Triungulinus oder als Triungulinoide bezeichnet werden. Beispiele hierfür sind die nahe mit den Ölkäfern verwandten Fächerkäfer (Rhipiphoridae), der Käfer Micromalthus debilis, sowie einige Arten der zu den Fliegen gehörenden Wollschweber und der Fächerflügler (Strepsiptera).

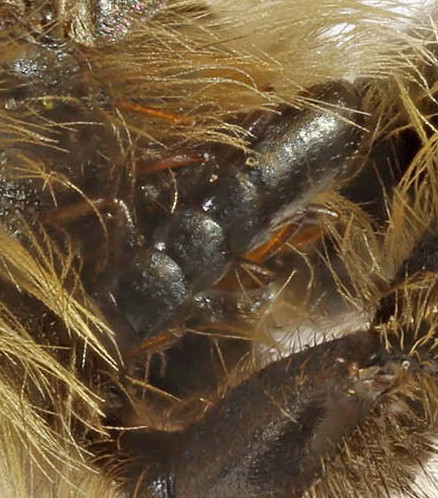
Triungulinus des Violetten Ölkäfers (Meloe violaceus) auf einer Sandbiene der Art Andrena nigroaenea
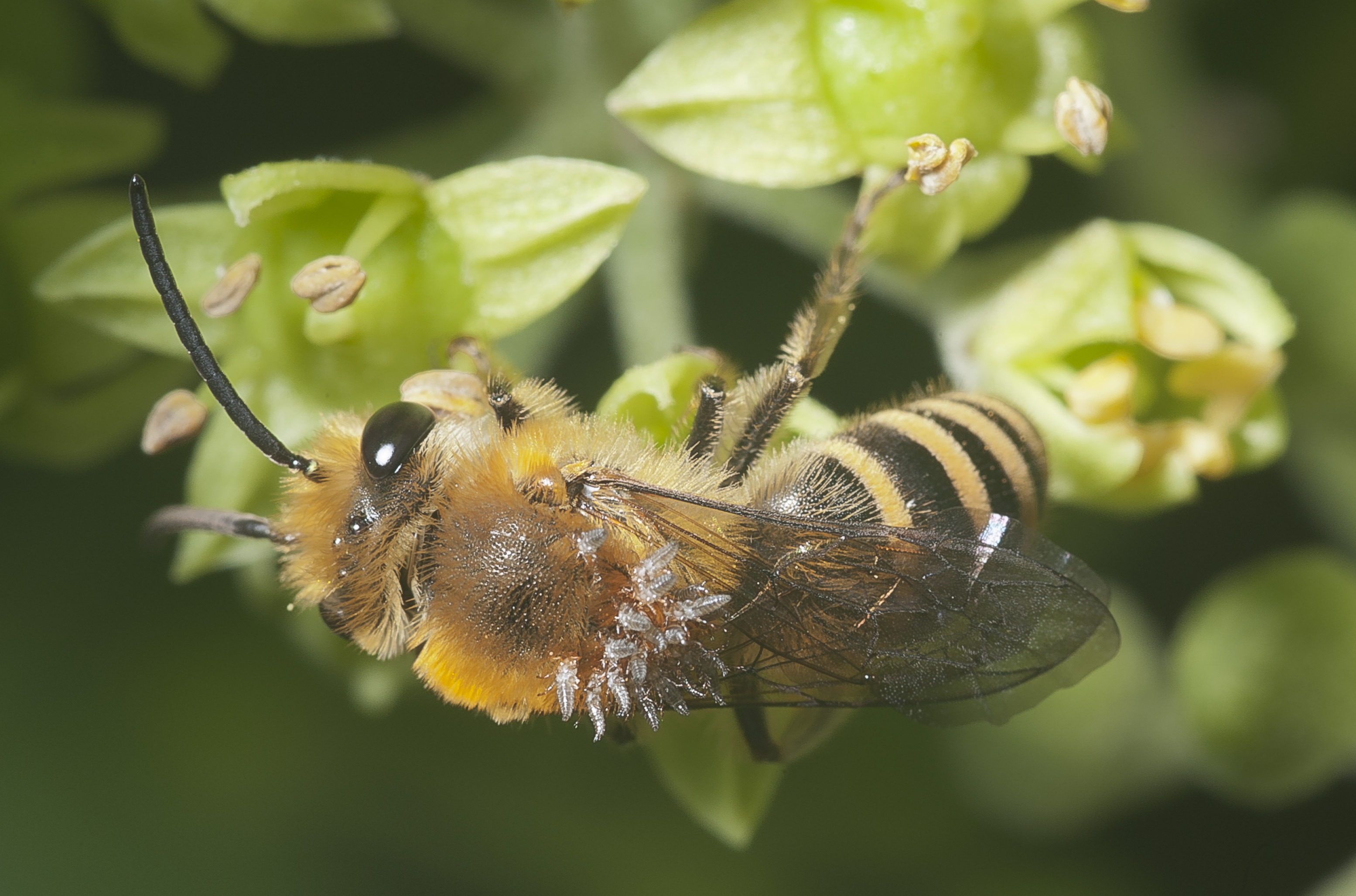
Efeu-Seidenbiene (Colletes hederae), parasitiert durch Triungulinen von Stenoria analis
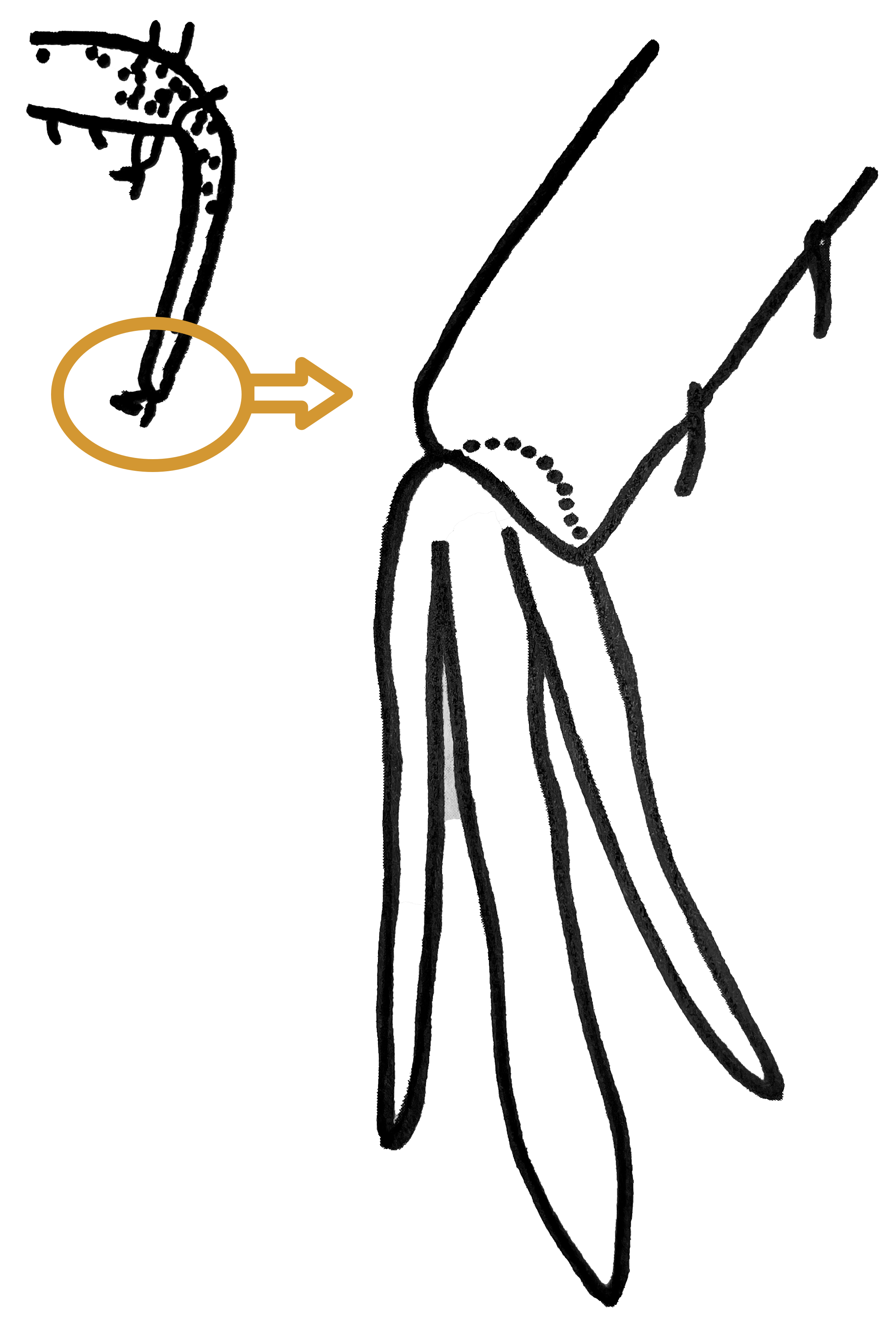
Neptunszackenartiges Endglied des Fußes einer Triungulinus-Larve von Meloe variegatus